# جون دونكان ستيوارت
جون دونكان ستيوارت هو سياسي كندي، ولد في 16 أكتوبر 1839، وتوفي في 1921. انتخب عضو المجلس التشريعي من ساسكاتشوان.